# Gävle Godtemplares IK
Der Gävle Godtemplares IK ist ein schwedischer Eishockeyclub aus Gävle, der vor allem als erster nationaler Meister, der nicht aus Stockholm kam, bekannt wurde. 
Ihre Heimspiele trägt die Mannschaft, die aktuell in der Division 2 und damit der vierthöchsten schwedischen Spielklasse spielt, in der Nynäshallen in Gävle aus.

## Geschichte
Der 1906 gegründete Verein absolvierte seine erste Spielzeit in der höchsten schwedischen Spielklasse in der Saison 1947/48. 1953/54 erreichte man zum ersten Mal in der Clubgeschichte das Endspiel um die schwedische Meisterschaft, das allerdings gegen Djurgårdens IF verloren wurde. 1957 gewann der Verein den Titel dann schließlich als erstes Team, das nicht in der Eishockeyhochburg Stockholm beheimatet war. Insgesamt spielte der GIK 17 Jahre lang in der höchsten Liga, bevor er 1963/64 abstieg und sich schließlich im Amateureishockey wiederfand.
1975 schloss sich der Verein mit dem Åbyggeby IK zum Gävle GIK/Åbyggeby IK zusammen, 1983 ging man eine Spielgemeinschaft mit Strömsbro IF ein. Bis zur Trennung 1991 spielten die Vereine unter dem Namen Strömsbro/Gävle HF 83 (kurz: SG83).  Zunächst spielte der Club unter dem Namen Gävle HF, bis man 1996 zum alten Teamnamen zurückkehrte.
Weitere Sportarten, die inzwischen in eigenen Abteilungen betrieben werden, sind Fußball und Unihockey, letzteres in der Kvalserien , der zweithöchsten nationalen Spielklasse.